# Salvador Montesa
Salvador Montesa (Paiporta, 1932) és un artista valencià.
Adscrit a l'avantguarda de la dècada del 1950, el seu estil comença amb un impressionisme amb influències de Sorolla, per evolucionar cap a un estil proper al postimpressionisme, l'expressionisme i el cubisme, amb facetes de l'art abstracte i una figuració intimista.
Entre el 1956 i el 1958, abans d'un viatge a París, realitza les primeres produccions abstractes, que són de l'etapa en que s'uneix al Grup Parpalló (1956-1961), per a posteriorment tornar de París i estalir-se a Sevilla.